# 유발이의 소풍
유발이의 소풍은 대한민국의 재즈피아니스트이자 싱어송라이터인 유발이 (본명: 강유현 1988년 1월 17일 ~ )의 1인 프로젝트이다. 독톡한 가사와 산뜻한 편곡이 돋보이는 음악을 들려준다.
한국에서의 활동을 잠시 멈추고 2015년부터 프랑스의 Conservatoire Bourg La Reine에서 재즈 (Le Chant Jazz)를 공부하고 있다. 프랑스를 비롯하여 영국, 독일, 이집트 등 유럽 등지에서 재즈가수로써 많은 활동을 하고 있다.

## 학력
- 평택 신한고등학교 졸업
- 동아방송예술대학 재즈피아노 전공 졸업
- 프랑스의 Conservatoire Bourg la Reine에서 재즈 (Le Chant Jazz) 전공

## 경력
- 2009년 제천국제음악영화제 (JIMFF) 거리의 악사페스티벌 대상 수상
- 그룹 흠 HEUM의 키보디스트, 작곡, 싱어송라이터
- 이한철 밴드의 키보디스트
- 영화 "산타바바라"의 음악 감독

## 공연 기록
- 유발이의 겨울 소풍 / 에반스 라운지 (2014.12.27)
- 사운드홀릭 페스티벌 2014 EXIT X 젠틀몬스터 출연 (2014.6.21 -6.22)
- 유발이의 마지막소풍 / 카페 벨로주 (2015.4.4)

## 앨범
| 분류     | 음반명                | 발매일          |
| -------- | --------------------- | --------------- |
| 정규 1집 | 유발이의 소풍         | 2010년 4월 15일 |
| 싱글     | 유발이의 소풍         | 2011년 5월 20일 |
| 싱글     | 선물 (김창완아저씨랑) | 2012년 4월 10일 |
| 정규 2집 | 천천히 다가와         | 2012년 4월 17일 |
| 정규 3집 | C`est La Vie          | 2014년 2월 13일 |

## 팬 페이지
- 유발이의 소풍 페이스북 팬 페이지